# Ross Bagley

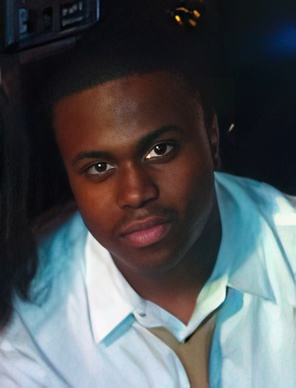
Ross Bagley (2012)

Ross Elliot Bagley (* 5. Dezember 1988 in Los Angeles, Kalifornien) ist ein US-amerikanischer Schauspieler. Bekannt wurde er in den 1990er Jahren als Kinderdarsteller durch seine Rolle des Buckwheat in dem Film Die kleinen Superstrolche, einer Neuverfilmung von Die kleinen Strolche.

## Leben
Seine Schauspielkarriere begann mit dem Film Die kleinen Superstrolche, dort spielte er Billie „Buckwheat“ Thomas und erhielt mit den anderen Darstellern für diese Leistung, einen Young Artist Award für das beste junge Schauspielensemble in einem Film. Anschließend spielte Ross den Cousin Nicholas „Nicky“ Banks von Will Smith, in der Fernsehserie Der Prinz von Bel Air und erhielt für seine Leistung zwei Young Artist Awards, als bester Schauspieler unter zehn Jahren. Im Film Independence Day spielte er den Sohn von Vivica A. Fox. Für diese Leistung wurde er für den Young Artist Award nominiert, ging diesmal aber leer aus. Anschließend hatte Ross Bagley kleinere Auftritte in verschiedenen Fernsehserien.

## Filmografie

### Filme
- 1994: Die kleinen Superstrolche (The little Rascals)
- 1995: Ein Schweinchen namens Babe (Babe, Stimme)
- 1996: Auge um Auge (Eye for an Eye)
- 1996: Independence Day

### Fernsehserien
- 1994–1996: Der Prinz von Bel Air (The Fresh Prince of Bel-Air)
- 1996: Profiler (1 Episode)
- 1999: Providence (1 Episode)
- 1999: Expedition der Stachelbeeren (1 Episode, Stimme)
- 2004: Für alle Fälle Amy (1 Episode)